# Jacopo Bonfadio
Jacopo Bonfadio est un écrivain italien du XVIe siècle.

## Biographie
Jacopo Bonfadio est né en Gazano,, Italie, proche le lac de Garde. Il fut secrétaire du cardinal de Bari, à Rome, pendant trois ans, après quoi, ayant perdu tout le fruit de ses services par la mort de son maître, il entra chez le cardinal Ghinucci, et lui servit de secrétaire, jusques à ce qu’une longue maladie le tira de cet emploi. Lorsqu’il fut guéri, il se trouva si dégoûté de la cour, qu’il résolut de chercher fortune par une autre voie. Il ne trouva rien dans le royaume de Naples, où il erra assez longtemps : il alla ensuite à Padoue, et puis à Gênes, où il fit des leçons publiques sur la Politique d’Aristote. On le chargea d’en faire aussi sur la Rhétorique ; et comme il y réussissait bien il eut un grand nombre de disciples qui allaient apprendre chez lui les belles-lettres. Sa réputation s’augmenta de jour en jour, de sorte que la république de Gênes le fit son historiographe, et lui assigna pour cette charge une fort bonne pension. Il s’appliqua de toutes ses forces à la composition des annales de cet état-là, et en mit au jour les cinq premiers livres,. Il y parla trop librement et trop satiriquement de quelques familles ; et par-là il se fit des ennemis qui résolurent sa perte. Ils le firent accuser de pécher contre nature ; et comme il se trouva des témoins pour l’en convaincre, il fut condamné à être brûlé. Quelques auteurs disent que la sentence fut exécutée selon sa forme et teneur ; mais d’autres assurent que les sollicitations de ses amis firent commuer la peine, et qu’il fut décapité. Ceci arriva l’an 1560. Ceux qui blâment son imprudence n’ont pas tort, et se sont mal trouvés de l’avoir copiée.

## Œuvres
On a de lui quelques harangues ; quelques lettres, et des poésies latines et italiennes. Il écrivit un billet à Giovanni Battista Grimaldi le jour de l’exécution, afin de témoigner sa reconnaissance aux personnes qui avaient tâché de le servir. Il s’engagea à leur apprendre comment il se trouverait dans l’autre monde, si cela se pouvait faire sans les épouvanter. Il n’est pas le seul qui ait fait de telles promesses. Il leur recommanda Bonfadino, son neveu, qui est peut-être le Pietro Bonfadio dont on voit des vers dans le Gareggiamento poetico del confuso accademico ordito. C’est un recueil de vers, divisé en VIII parties, et imprimé à Venise l’an 1611.